# باتريسيو فيدال لوبيز
باتريسيو فيدال لوبيز (بالإسبانية: Patricio Vidal)‏ هو لاعب كرة قدم ومدرب كرة قدم تشيلي، ولد في 7 مارس 1990. لعب مع سانتياغو مورنينغ ‏.

## وصلات خارجية
- باتريسيو فيدال لوبيز على موقع قاعدة بيانات كرة القدم.إي يو (الإنجليزية)
- باتريسيو فيدال لوبيز على موقع Soccerway.com (الإنجليزية)